# Letons
Els letons (en letó: latvieši; en livonià: laett) són el poble bàltic natiu de Letònia, de tant en tant es refereixen a ells mateixos per l'antic nom de Latvji, que poden tenir el seu origen a la paraula Latve que és un nom del riu que, presumiblement, fluïa a través del que avui és l'est de Letònia.

## Història
Una tribu de parla finesa coneguda com els livonians es van instal·lar entre els letons i van modular el nom de «Latvis» que significa «netejadors de boscos», que és com els colonitzadors alemanys medievals també es van referir a aquests pobles.
Els colonitzadors alemanys, van canviar el nom a «Lette» i van nomenar la seva colònia inicialment petita «Livland». La forma en llatí, Livònia, a poc a poc s'anava referint a tot el territori de la moderna Letònia, així com el sud d'Estònia, que havia caigut sota el domini alemany. Els letons i els lituans són els únics membres supervivents dels pobles bàltics i llengües bàltiques de la família indoeuropea.

## Cultura i religió
La cultura letona ha experimentat influències històriques, culturals i religioses des de segles, durant la colonització germànica i escandinava. Letònia oriental (Letgàlia), tanmateix, manté una forta influència cultural i lingüística polonesa i russa. Aquesta societat altament alfabetitzada posa un fort èmfasi a l'educació, que és gratuïta i obligatòria fins als 18 anys. La majoria dels letons religiosos pertanyen a l'Església Evangèlica Luterana però Letònia Oriental és predominantment catòlica i una petita minoria dels letons pertanyen a l'Església Ortodoxa i d'altres congregacions religioses. Al segle xviii n'hi va haver un petit però vibrant moviment de la Germandat de Moràvia que va exercir un paper important en el desenvolupament de la cultura literària letona.

## Llengua
La llengua nacional és el letó. Durant l'era soviètica, els russos van imposar l'idioma rus a les escoles i en les activitats institucionals, per la qual cosa també avui dia molts letons saben rus com segona llengua.

### Diàspora
Hi ha una diàspora que data de la Letònia de la post Segona Guerra Mundial. Aquesta diàspora és als Estats Units, al Canadà -l'ex presidenta de Letònia Vaira Vike-Freiberga ha viscut allà durant molts anys-, i a Rússia -incloent la deportació de desenes de milers de bàltics als gulags de Sibèria-. També des de l'entrada de Letònia a la Unió Europea l'any 2004, hi ha comunitats letones a Irlanda i Regne Unit.